# John S. Williams
John S. Williams (* 1863; † 26. Januar 1932 im Gefängnis von Milledgeville, Georgia) ist der einzige Weiße, der zwischen 1877 und 1966 im US-amerikanischen Bundesstaat Georgia wegen Mordes an Schwarzen verurteilt wurde. Eine rein weiße Jury verurteilte ihn 1921/1922 wegen der Ermordung von zwei Schwarzen. Er war darüber hinaus nachweislich an der Ermordung von neun und mutmaßlich an der Ermordung von bis zu zehn weiteren Personen beteiligt. Bei den Ermordeten handelte es sich ausnahmslos um Schwarze, die auf seiner Plantage in illegaler Schuldknechtschaft arbeiteten. Anlass der Ermordung war, dass Williams befürchtete, die Arbeiter würden in einem Prozess gegen ihn aussagen.

## Hintergrund

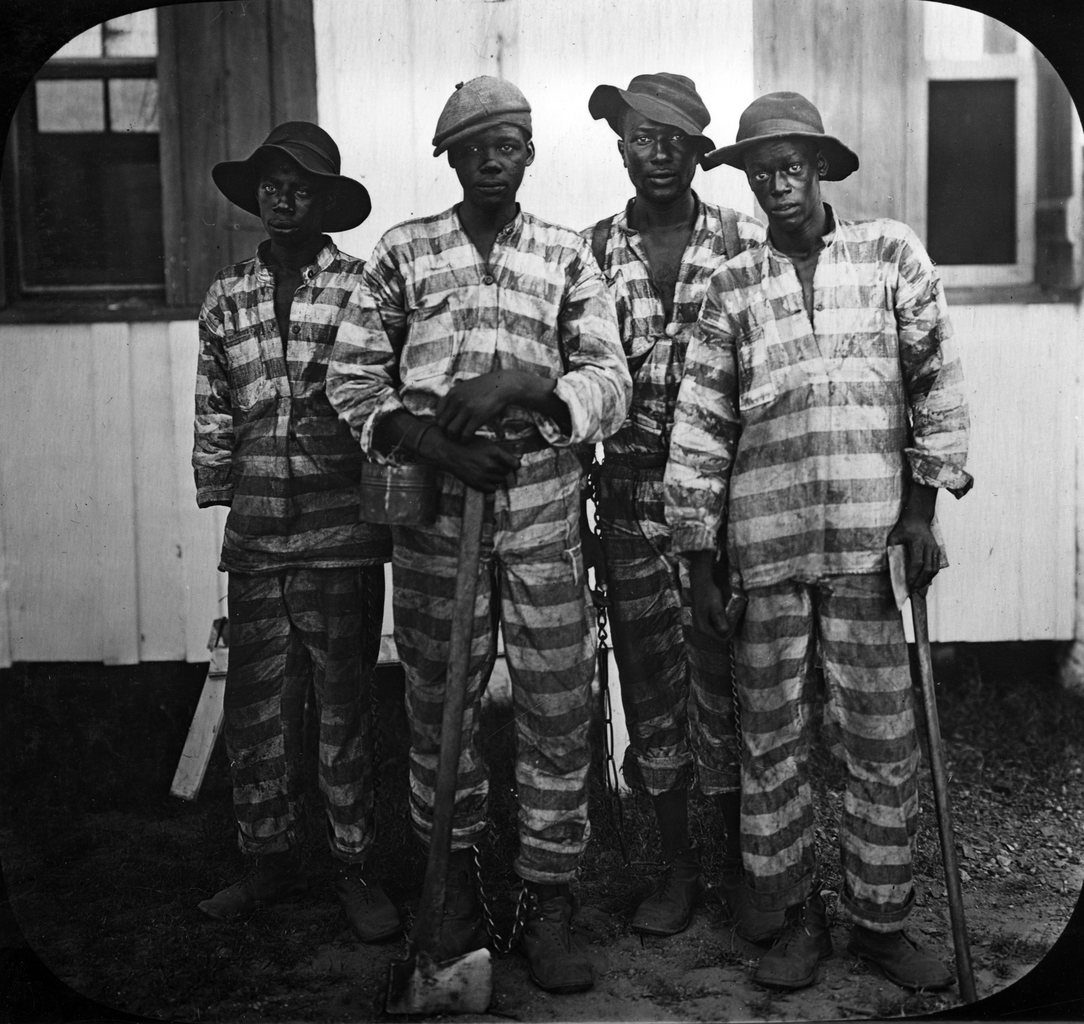
Strafgefangene, die etwa um 1915 in Florida über das sogenannte Convict Leasing als Holzfäller verpachtet worden waren. Anders als der Abschluss von Schuldknechtverträgen war Convict Leasing 1921 noch in einigen der Südstaaten legal.

Die Rekonstruktionspolitik des Kongresses nach dem Sezessionskrieg führte zum 13., 14. und 15. Zusatzartikel zur Verfassung der Vereinigten Staaten, welche die Gleichheit von schwarzen und weißen Bevölkerungsgruppen festschrieben. Eine Reihe von Südstaaten erließen nach diesen Jahren sogenannte Black Codes. Diese Gesetze zielten auf die ehemaligen Sklaven ab, indem sie sie nach ihrer Befreiung von der Sklaverei neuen Regelungen und Restriktionen unterwarfen und ihnen Grundrechte absprachen. Diese Black Codes variierten von Staat zu Staat, bedeuteten aber grundsätzlich Einschränkungen in der Freiheit der Berufswahl, der Ortswahl oder der Wahl des Ehepartners und des Verbots der Aussage oder der Einschränkung der Aussagefähigkeit vor Gericht. Die Black Codes lieferten auch den Vorwand, Schwarze auf Basis banaler und regelmäßig sogar erfundener Vorwürfe zu mehrmonatigen Haftstrafen zu verurteilen. Bis 1928 mit Alabama als letzter US-amerikanischer Bundesstaat das Convict Leasing abschaffte, wurden vor allem in den Südstaaten zu Haftstrafen Verurteilte als billige Arbeitskräfte an Plantagen und Unternehmen verpachtet. Dies galt sowohl für afroamerikanische wie weiße Verurteilte, die große Mehrzahl solcher Strafpraxis Unterworfenen waren jedoch Schwarze. Auf den Plantagen und in den Minen oder Fabriken, an die sie verpachtet wurden, waren sie weitgehend schutzlos Lebensbedingungen ausgesetzt, die härter waren als die, die versklavte Personen vor 1860 erfuhren. Während Sklavenhalter ein ökonomisches Interesse hatten, die Arbeitskraft ihrer Sklaven zu erhalten, bestand dieser Anreiz für die Halter von Zwangsarbeitern nicht.
Neben dem Convict Leasing wurde in den Südstaaten illegale Schuldknechtschaft praktiziert. Zu Geldstrafen Verurteilte, die ihre Geldstrafe nicht entrichten konnten, wurde von Unternehmern oder Plantagenbesitzern die Begleichung der Geldstrafe angeboten, wenn sie sich zeitgleich vertraglich dazu verpflichteten, den geleisteten Geldbetrag abzuarbeiten. Ihre Lebensbedingungen unterschieden sich nach Unterzeichnung nicht von denen der über das Convict Leasing verpachteten Verurteilten. Wie Douglas A. Blackmon in seinem mit dem Pulitzer-Preis ausgezeichneten Sachbuch Slavery by Another Name anhand zahlreicher Fälle nachweist, wurde dieses System von einem korrupten System bestehend aus Friedensrichter und Sheriffs genutzt, um die lokale Wirtschaft mit billigen Arbeitskräften zu versorgen. Erneut waren es primär Schwarze, die dieser illegalen Praxis zum Opfer fielen, die Blackmon als eine Fortsetzung von Sklaverei mit anderen Mitteln bezeichnet.
Bundesstaatsanwälte wie Warren S. Reese versuchten bereits in den frühen 1900er Jahren unter Anwendung von Bundesgesetzen diese Praxis zu beenden, erhielten bei diesen Bemühungen aber weder regional noch bundesweit Unterstützung. Dabei spielte eine Rolle, dass weder das Ausmaß noch die verheerenden Lebensbedingungen der diesem System Ausgesetzten einer breiteren Öffentlichkeit bekannt waren. Afroamerikanern, die am meisten unter dieser Praxis litten, war es auf Grund der diskriminierenden Gesetzgebungen in den Südstaaten nicht möglich, Gehör zu finden. Warren Reese beispielsweise hatte große Probleme, Zeugen für die Brutalität und Ungerechtigkeit dieses Systems zu finden, weil diese um ihr Leben oder das Leben ihrer Angehörigen fürchten mussten. Gleichzeitig bestand auf Bundesebene wenig Wille, einen offenen Konflikt mit den Südstaaten einzugehen.

## Der Fall John S. Williams
John S. Williams gehörte zu den Plantagenbesitzern, die Schuldknechtschaftsverträge nutzten, um an billige Arbeitskräfte zu kommen. Er besaß eine große Plantage in Jasper County, rund 40 Meilen südöstlich von Atlanta, die er mit drei seiner erwachsenen Söhne bewirtschaftete. Der Plantagenbesitzer galt als wohlhabend und einflussreich.
Im November 1920 gelang es einem schwarzen Arbeiter mit Namen Gus Chapman, der Zwangsarbeit auf dieser Plantage zu entfliehen. Zu Beginn des Jahres 1921 berichtete er Bundesangestellten am United Federal District Court, dass er auf der Plantage über einen Schuldknechtschaftsvertrag zur Arbeit gezwungen worden sei.
Die Untersuchung von Schuldknechtschaftsvorfällen hatte keine hohe Priorität auf der Agenda von FBI-Agenten, zwei Wochen nach dem Bericht durch Gus Chapman suchten jedoch zwei Agenten, die wegen einer anderen Untersuchung in der Region unterwegs waren, die Plantage von John S. Williams auf, um sich selbst ein Bild zu machen. Sie fanden elf schwarze Arbeiter, die offensichtlich durch Schuldknechtsverträge zur Arbeit gezwungen wurden. Sie wurden von einem 26-jährigen schwarzen Aufseher mit Namen Clyde Manning in ihrer Arbeit überwacht. Der befragte John S. Williams gab an, sich nicht bewusst zu sein, dass Schuldknechtschaft verboten sei, und bezeichnete sie als in dieser Region übliche Praxis. Bei einer Besichtigung der Farm fanden die Agenten Hinweise darauf, dass die Arbeiter nachts angekettet wurden. Die befragten Arbeiter, die ausreichend ernährt und gekleidet erschienen, machten einen eingeschüchterten Eindruck und antworteten nur zögerlich auf die Fragen der Agenten, gaben aber an, dass sie mit ihrer Behandlung zufrieden seien. Nach Angaben von Douglas Blackmon verließen die beiden FBI-Agenten die Farm mit dem Hinweis, dass Williams keinen Gerichtsprozess vor einem Bundesgericht zu fürchten hätte.

### Die Ermordung der elf Arbeiter
Anders als von den FBI-Agenten angedeutet, sah Williams sich sehr wohl dem Risiko einer möglichen Anklage ausgesetzt und beschloss unmittelbar nach dem Besuch durch die FBI-Agenten, die schwarzen Arbeiter, die als Zeugen in einem solchen Prozess dienen konnten, zu beseitigen. Der erste Ermordete war Johnnie Williams, den John S. Williams gemeinsam mit seinem Aufseher Manning auf einer abgelegenen Weide erschlug. John Will Gaiter wurde am nächsten Morgen aufgefordert, einen neuen Brunnen zu graben. Sobald dieser eine hinreichend große Grube ausgeschaufelt hatte, wurde er mit einem Pickel erschlagen und dann in der Grube begraben. Am 25. Februar 1921, knapp eine Woche nach dem Besuch der Agenten teilte John S. Williams den verbliebenen neun Männern mit, sie wären frei zu gehen. Er bot zwei der Männer, John Browne und Johnny Benson, an, dass er sie noch in dieser Nacht an die nächstgelegene Bahnstation fahren würde. Stattdessen brachte Williams sie gemeinsam mit Manning jedoch an einen abgelegenen Ort und warf die an ein schweres Eisenrad angeketteten Männer in den Alcovy River, wo diese ertranken. In der kommenden Nacht wurden Willie Preston, Lindsey Peterson und Harry Price in ähnlicher Weise von Williams und Manning getötet. Eine Woche später wurde Charlie Chisolm von Williams ertränkt. Willie Givens wurde von Manning erschlagen und Fletcher Smith als letzter Überlebender von Williams erschossen. Auf die Morde wurde das FBI aufmerksam, nachdem die verwesenden Leichen der Ertränkten gefunden wurden.

### Der Gerichtsprozess
Williams und Manning wurden im Newton County einzeln vor Gericht gestellt und beide wurden für jeden einzelnen Mordfall separat angeklagt. Damit sollte sichergestellt werden, dass es auch dann zu einer Verurteilung kam, wenn sie an einem einzelnen Mord nicht für schuldig befunden wurden. Der Prozess gegen Williams begann am 21. April 1921 und endete mit einer Verurteilung wegen Mordes an zwei Personen zu lebenslanger Haft. Manning sagte in diesem Prozess als Hauptzeuge gegen Williams aus.
Im Verlauf der Prozessverhandlung und der begleitenden Berichterstattung stellte sich heraus, dass die brutale Behandlung von Zwangsarbeitern auf der Plantage von Williams in der Region nicht unbekannt war. Williams führte seine Plantage wie ein brutaler Diktator. Es gab keinen Beleg, dass es auch nur einem der Arbeiter gelungen war, seine Schuld abzuarbeiten. Einem zur Zwangsarbeit auf der Plantage gezwungenen Arbeiter wurde nach Abzug der Kosten für Nahrung und Kleidung ein Jahreslohn von lediglich 35 Cent gutgeschrieben. Nachts wurden die Arbeiter in Baracken eingeschlossen, sie wurden außerdem regelmäßig aus nichtigen Anlässen ausgepeitscht. An Sonntagen trainierten Williams und Mitglieder seiner Familie ihre Spürhunde, indem sie Arbeiter zwangen, durch den Wald zu rennen und ihnen die Hunde nachjagten. Deutlich wurde auch, dass es auf der Plantage bereits vor 1921 Morde gegeben hatte. Mindestens vier, möglicherweise aber zehn Arbeiter waren nach Fluchtversuchen oder nach Arbeitsverweigerung umgebracht worden.
Die Verhandlung gegen den 26-jährigen Manning begann am 30. Mai 1921. Seine Strafverteidiger plädierten auf einen Freispruch: Manning lebte seit seinem dreizehnten oder vierzehnten Lebensjahr auf der Plantage und war sowohl des Lesens als auch des Schreibens unkundig. Außer ihm arbeiteten und lebten seine Mutter, seine Geschwister, seine Frau sowie seine kleinen Kinder auf der Plantage. Deutlich wurde, dass ein Widerstand gegen Williams’ Befehle sein Leben und das seiner Familie gefährdet hätte. Manning war sich bewusst, dass er von lokalen Polizeikräften keine Hilfe zu erwarten gehabt hätte. Im Verlauf des zweitägigen Prozesses wurde auch offensichtlich, dass Manning nahezu keine Kenntnisse über die Lebensverhältnisse außerhalb der Plantage und Jasper County besaß. Als vor Gericht zur Sprache kam, dass zwei durch Schuldknechtschaftsverträge zur Zwangsarbeit gezwungene Arbeiter auf ihrer Flucht Jasper County verlassen hatten, bevor sie eingefangen und auf die Plantage zurückgebracht wurden, vertrat Manning die Ansicht, sie hätten auf ihrer Flucht das Gebiet der USA verlassen. Die Verurteilung von Manning zu lebenslanger Haft statt Tod durch den Strang gilt als Beleg dafür, dass die Jury seine Zwangslage anerkannte.
Manning starb 1927 an Tuberkulose, Williams 1932 bei einem Unfall, beide waren zu diesen Zeitpunkten inhaftiert.